# Tilsi
Koordinaten: 57° 58′ N, 27° 0′ O

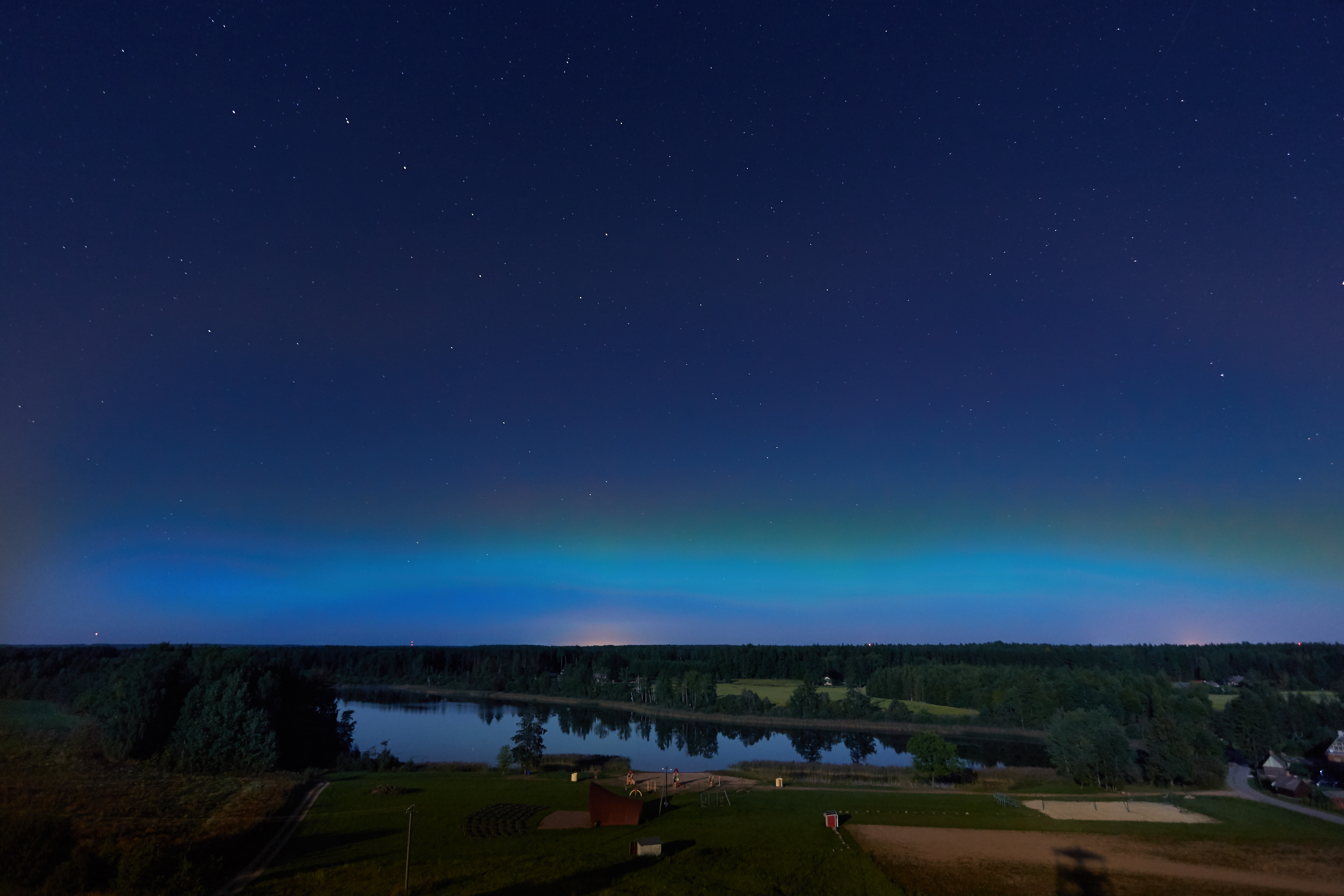
Am See Kõrbjärv

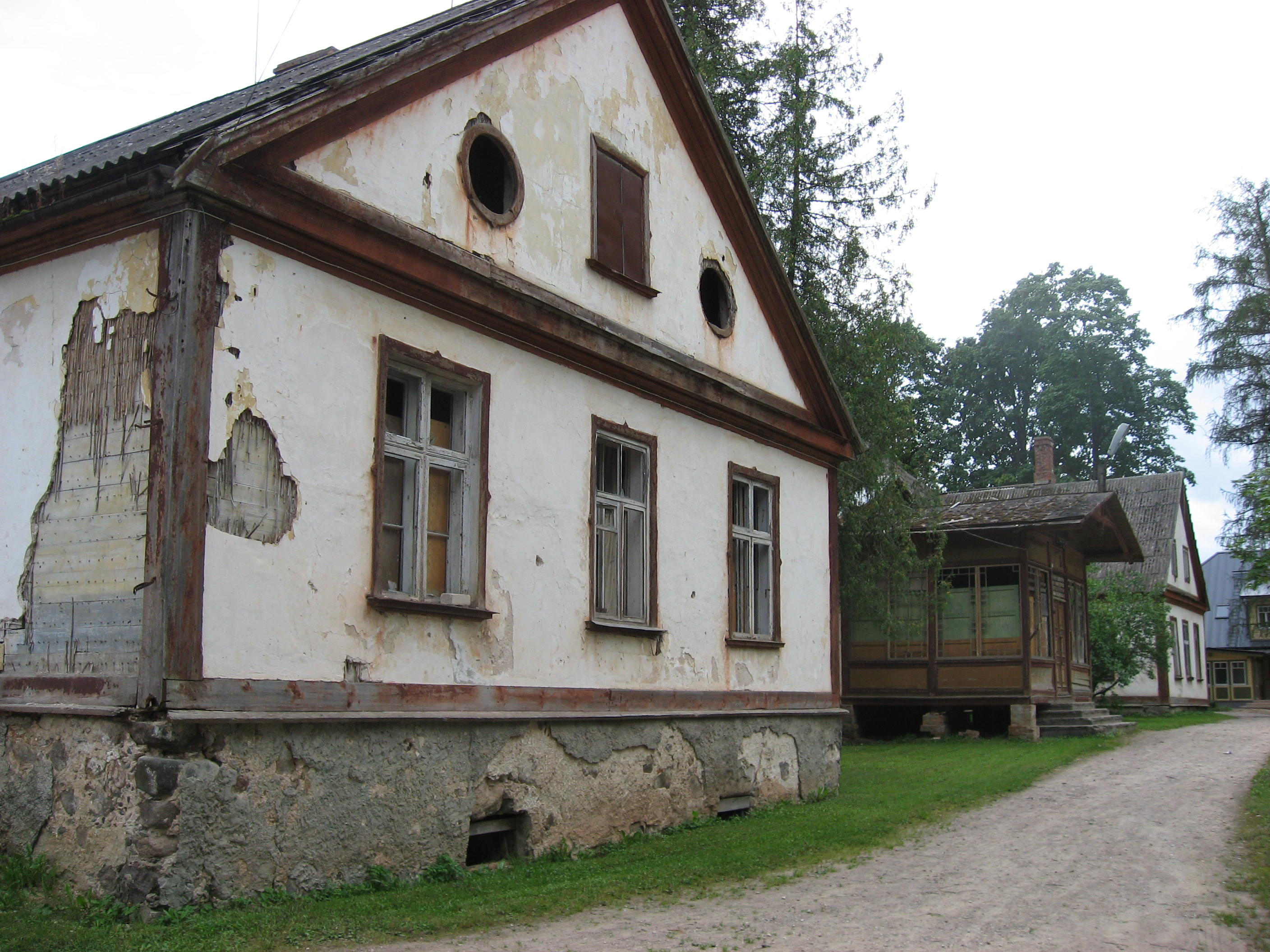
Ehemaliges Herrenhaus des Guts

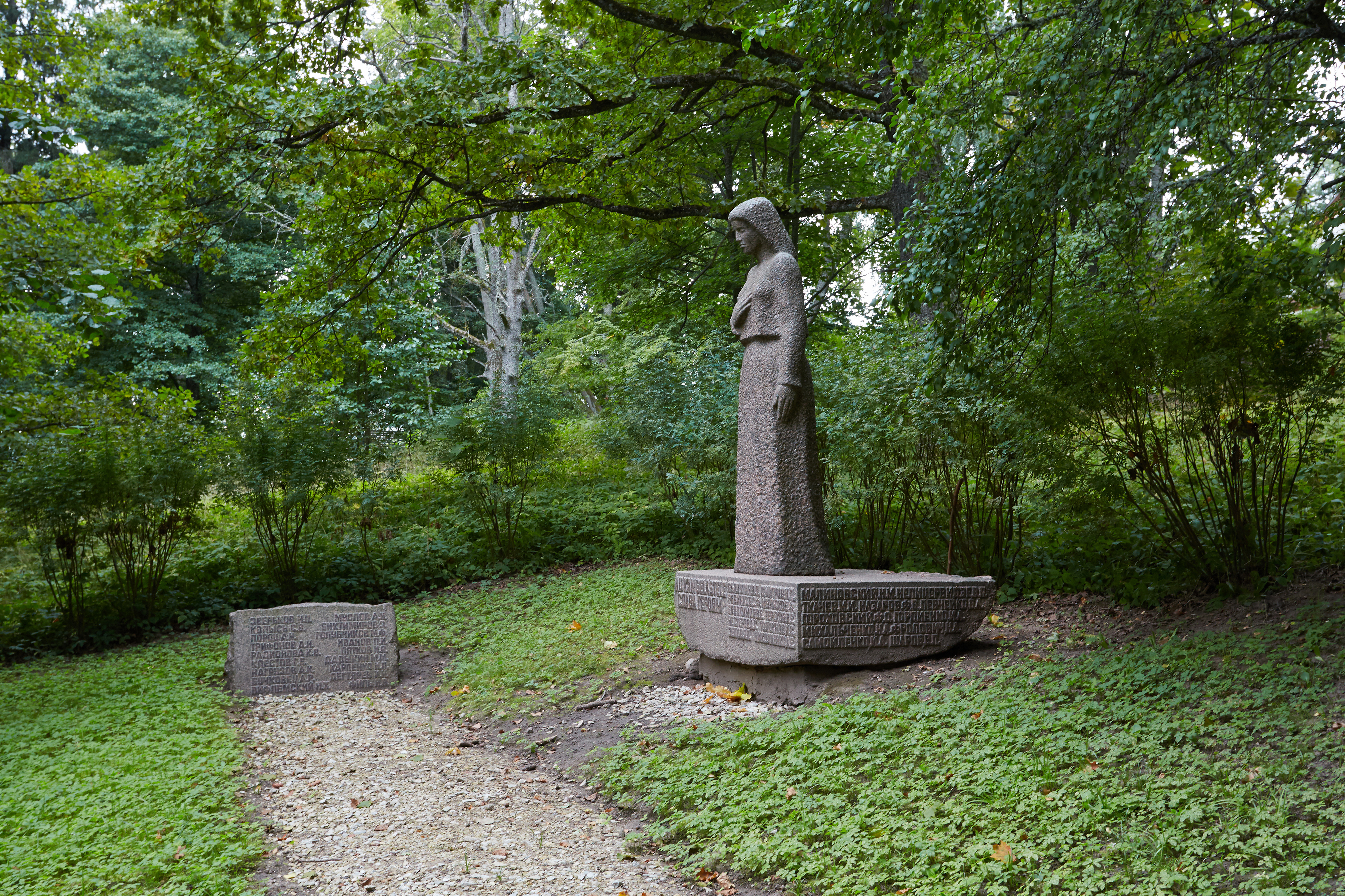
Gemeinschaftsgrab für die im Zweiten Weltkrieg gefallenen Soldaten

Tilsi (deutsch Tilsit) ist ein Dorf (estnisch küla) im Südosten Estlands. Es war bis 2017 der Hauptort der ehemaligen Landgemeinde Laheda (Laheda vald) im Kreis Põlva. Seither gehört Tilsi zur Gemeinde Põlva.

## Beschreibung
Das Dorf hat 394 Einwohner (Stand 31. Dezember 2011). Es liegt dreizehn Kilometer nördlich der Stadt Võru.
In der Nähe liegen die beiden Seen Tilsi Pikkjärv (24,7 Hektar) und Tilsi Kõrbjärv (13 Hektar). Mit der Gebietsreform in der Estnischen SSR wurden 1977 die Dörfer Koolitarõ (Koolitare) und Viuperä eingemeindet.
Bereits 1766 wurde eine Dorfschule gegründet. Heute befinden sich in dem Ort eine Grundschule sowie ein Kindergarten.

## Gut
Im Jahr 1749 wurde das selbständige Rittergut Tilse urkundlich erwähnt. Von 1833 bis zur Enteignung im Zuge der estnischen Landreform 1919 gehörte es der adligen deutschbaltischen Familie Roth.
Zur Mitte des 18. Jahrhunderts wurde das einstöckige Hauptgebäude aus Holz errichtet. Es wurde zwischen 1866 und 1885 durch einen Umbau verlängert. 1921 wurde das Herrenhaus zu einem Kinderheim umgewidmet, das 1978 in ein neues Gebäude einzog.
Erhalten sind auch einige Nebengebäude sowie der Park des Guts, der sich bis zum See Tilsi Pikkjärv erstreckt.